# Attentat du bâtiment du DAS

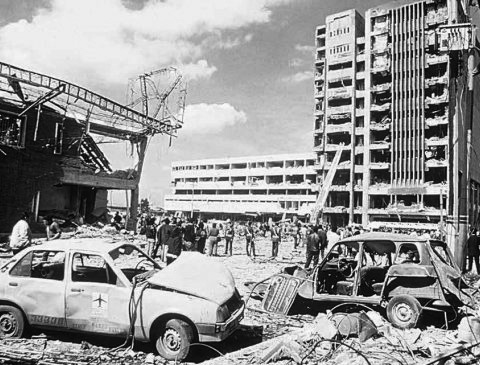
Dégats après l'attentat.

L’attentat du bâtiment du DAS est une attaque au véhicule piégé qui s'est déroulée à Bogota, en Colombie, à 7 h 30 du matin le 6 décembre 1989. La bombe visait le quartier général du Departamento Administrativo de Seguridad (DAS).
L'explosion d'un camion garé près du bâtiment tua 52 personnes et en blessa un millier,. Le souffle de l'explosion, dont la puissance est estimée à 500 kg de dynamite, toucha plusieurs pâtés de maisons et détruisit plus de 300 commerces.
L'attaque est généralement attribuée au Cartel de Medellín, dont le but était de tuer le directeur du DAS Miguel Maza Márquez (en), qui ne fut pas blessé. Le même groupe est soupçonné d'être à l'origine de l'explosion du vol 203 Avianca le mois précédent.